# Primakoff-Effekt
In der Elementarteilchenphysik bezeichnet der Primakoff-Effekt (nach Henry Primakoff) die Erzeugung neutraler Mesonen durch die Wechselwirkung hochenergetischer Photonen (Gamma-Quanten) mit dem Coulomb-Feld eines Atomkerns. Er ist der zeitumgekehrte Prozess zum Zerfall eines Mesons in zwei Photonen.
Im Labor werden mit Hilfe des Primakoff-Effekts die Zerfallsbreiten der erzeugten Teilchen gemessen.
Dieser Prozess geschieht aber auch ständig im Innern der Sterne und sollte dort eine Quelle bisher hypothetischer Elementarteilchen wie z. B. der Axionen sein. Seit 2002 versucht das Experiment CAST am CERN, diese solaren Axionen nachzuweisen.